# 颶風多利安對巴哈馬的影響
飓风多利安對巴哈馬的影響是该国歷史上非常严重的自然灾害之一。2019年9月1日，多利安以5级飓风的強度影響阿巴科群岛，一天后又以相同的级别影響大巴哈马岛。随后，多利安在大巴哈马島滯留一天，9月3日多利安離開该岛。据估计經濟損失超过34亿美元，该国直接加上間接地影響共計70人死亡，並有282人下落不明。

## 防災准备工作
8月26日，國家颶風中心表示，当时的热带风暴多利安可能在5天內影响巴哈马群岛，并指出可能与伊斯帕尼奥拉岛發生相互作用，造成路徑的不确定性。到8月28日，国家飓风中心预测多利安将以飓风的強度通過巴哈马群岛北部附近。8月30日，巴哈马政府发布了颶風觀察預警，稍後又发布了颶風警告，巴哈马西北部包括阿巴科群島、贝里群岛、比米尼、伊柳塞拉岛、大巴哈马岛和新普罗维登斯岛。对安德罗斯岛也发布了飓风觀察預警。该警告意味着可能在48小时内出现颶風強度的風力。在9月3日多利安離開該國後，這些熱帶氣旋警告都被降級為熱帶風暴警告。
8月31日，多利安對巴哈馬的威脅加劇，阿巴科斯島人和大巴哈马岛人開始撤離。 在低窪地區，當地政府官员挨家挨户地勸居民向内陆撤離。 巴哈马政府租用小船艇将海邊的渔村居民送往大巴哈马岛的麦克莱恩镇。多数主要的度假村关闭。 在大巴哈马岛設置了9个飓风避难所，在阿巴科群岛也設置了15个颶風避难所。 尽管政府官员警告居民这些建筑不安全，但有些人仍然选择在度假勝地裡避难。 巴哈马总理休伯特·明尼斯警告居民：｢不要愚蠢，要勇敢地面对这场飓风」 ，后来又對那些没有選擇撤离的居民說：｢把自己置于极度危险之中，可能会有灾难性的后果」。 阿巴科斯島、大巴哈马岛和比米尼的机场在9月1日关闭。 一旦外面的風力达到热带风暴的强度，政府的工作人员會被命令留在室內。

## 影响

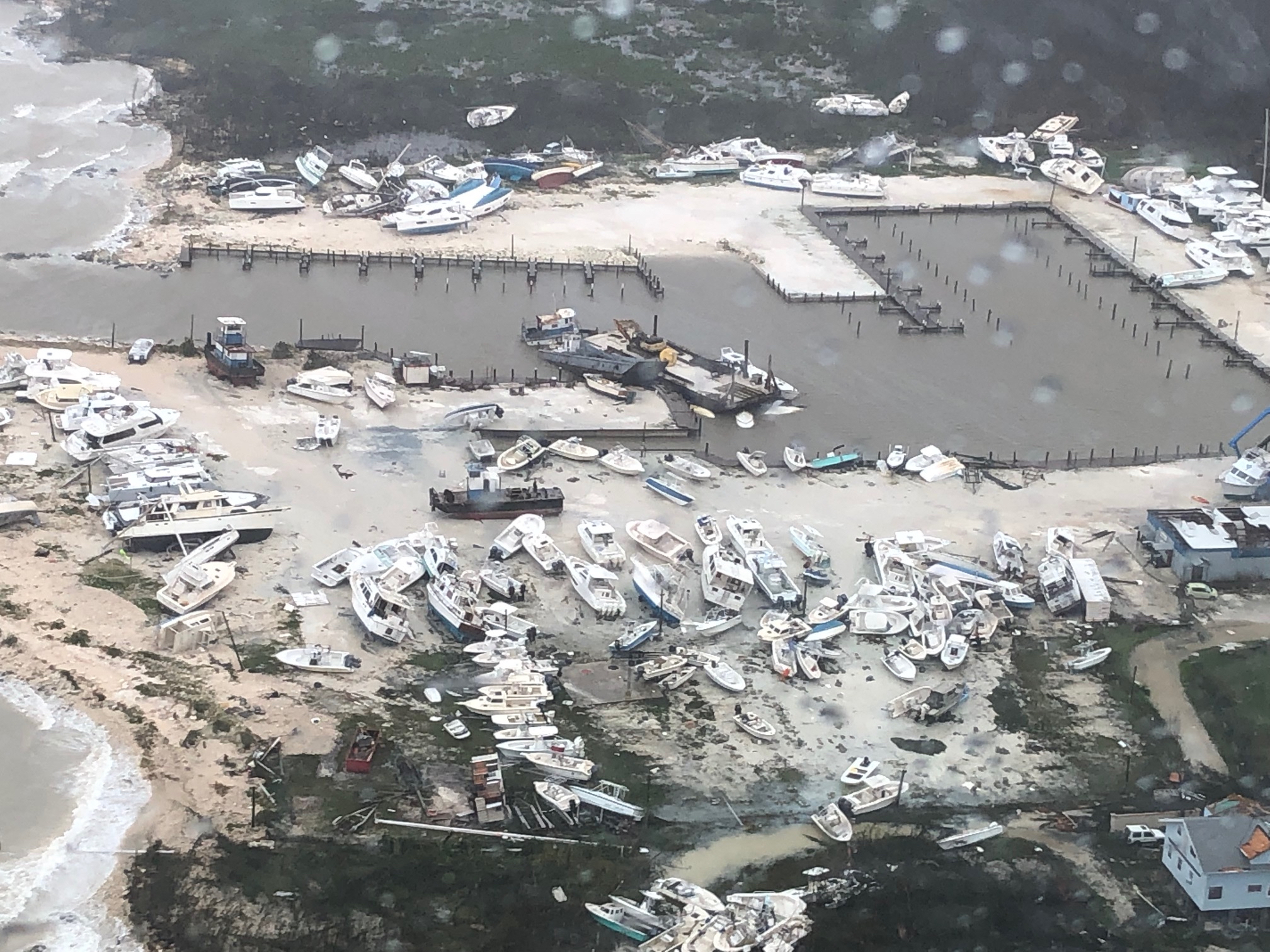
颶風多利安襲擊巴哈馬後的情況，可見遊艇被風暴潮掀上岸邊

9月1日，飓风多利安中心以每小时295公里的一分鐘平均風速登陆阿巴科群岛，成为有紀錄以来登陸巴哈马群岛最強烈的飓风。9月2日，多里安中心從大巴哈马岛的东邊登陸。巴哈马农业部长迈克尔·平塔德表示，他位于大巴哈马的家估计有6.1至7.6公尺高的风暴潮。多利安还在巴哈马群岛降下了3.0英尺的雨量。
飓风多利安在巴哈马造成至少70人死亡，其中60人在阿巴科群島，另外10人在大巴哈马島，經濟损失達34亿美元。在巴哈马群岛，风暴造成至少7万人流離失所。据估计，阿巴科斯和大巴哈马有百分之四十五的房屋被严重破坏或完全摧毁，這些被严重破坏或完全摧毁合計有13 000棟房屋。

### 阿巴科群岛

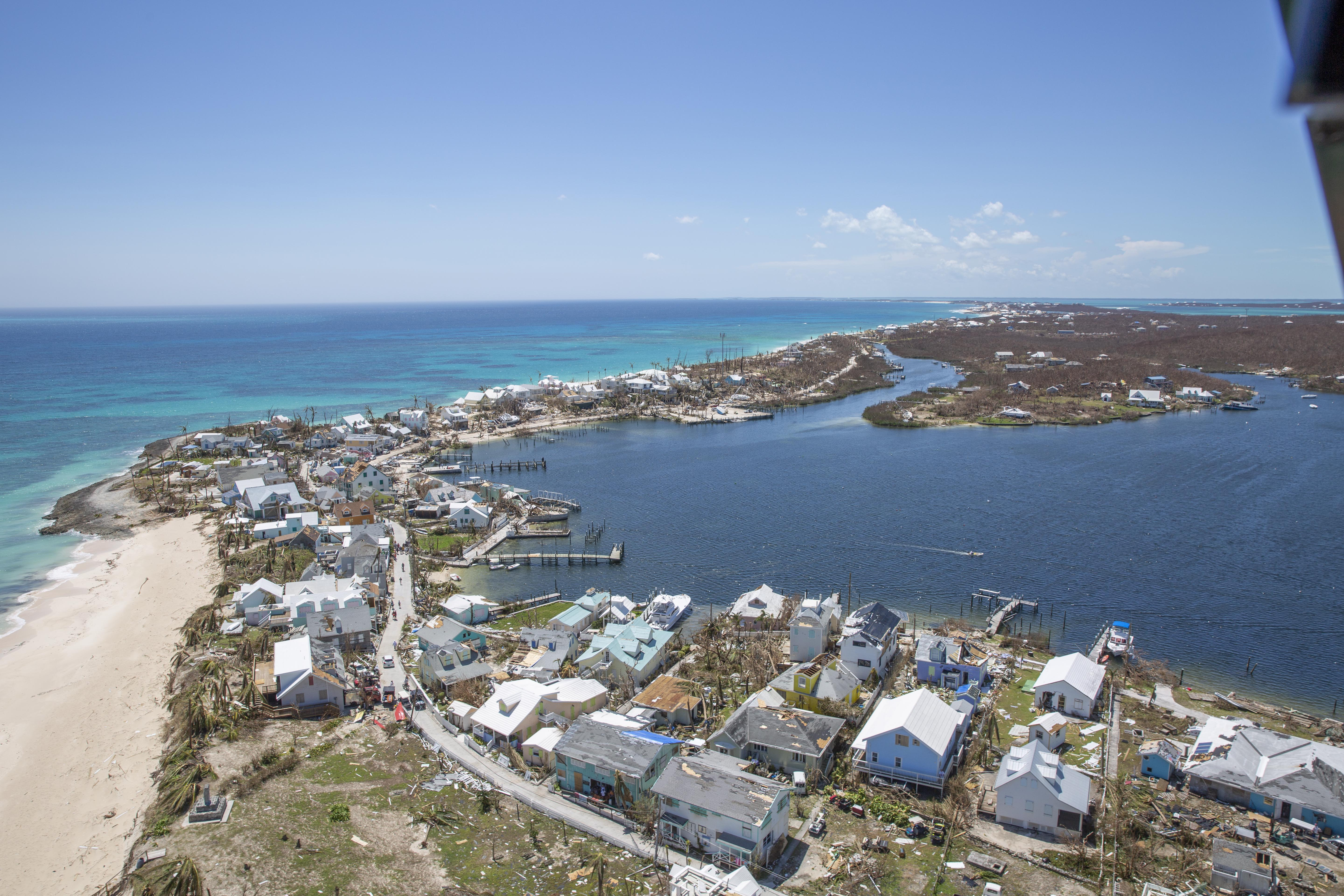
9月5日的霍普鎮

飓风多里安摧毁了阿巴科群島上的电力、水、电信和污水处理設施。馬施港机场連續數日都處於被淹沒的狀態，機場塔台被海水淹壞了。机场于9月4日處於关闭狀態。馬施港约90%的基础设施受损。马什港的棚户区完全被摧毀，这些被摧毀的棚户区主要居住着贫穷的海地移民。在阿巴科群島中部和北部，多利安使道路受到嚴重的破壞，数千棟房屋受损，阿巴科群島北部有百分之六十的房屋受损或被催毁。整個電力設施被毀。崔施爾凱機場航站受到嚴重破壞。

### 大巴哈马岛
大巴哈马岛全岛停电，炼油厂受到損壞。岛上约有300棟房屋被摧毀或严重受损，其中东部受损非常严重。9月3日，多利安离开时，大巴哈马岛至少百分之六十的地方被淹没。大巴哈马国际机场在9月2日開始被淹，淹水高度6英尺。强风使機場建筑和飞机受到嚴重損壞，机场和周围的道路上散落着被颶風吹散的碎片。兰德纪念医院的水受到汙染。自由港的两家主要超市及其仓库也被风暴潮淹到。

### 其他地方
协调世界时2019年9月2日上午11時24分前後，新普罗维登斯岛上的电力全部被中断，在第二天上午1時50分有百分之四十的电力被修復。

## 災後復原

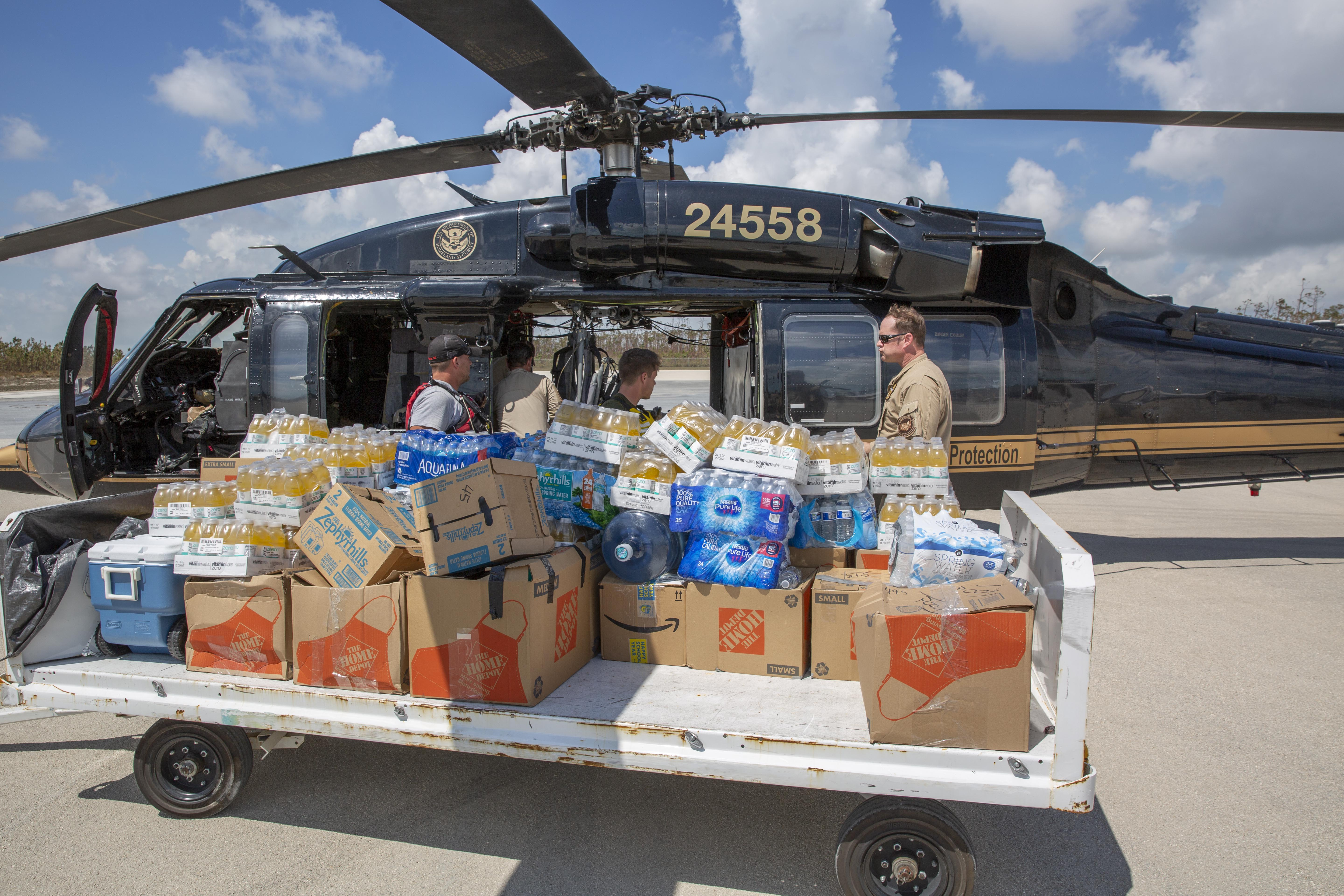
美國海關及邊境保衛局運送物資前往巴哈馬災區

巴哈马国家紧急事务管理署与加勒比灾害紧急事务管理署合作，负责应对飓风造成的損壞。在多利安影響巴哈马群岛后的几天里，當地政府用飞机偵查了损失狀況。阿巴科斯和大巴哈马的居民受到缺水、停电和缺乏通讯的痛苦；这些狀況使災後復原的工作變得困難。风暴过后，至少有2000人住在政府設置的避难所。在之後的几天裡，在數家邮轮公司的帮助下，数千人已經乘船离开了阿巴科和大巴哈马，這些邮轮公司改变了船隻的航线，以提供受災地的協助。巴哈马航空从9月5日开始提供从阿巴科群島和大巴哈马島起飞的免费航班，但一些乘客表示，他们仍然需要付费。雖然巴哈馬皇家國防軍和巴哈馬皇家警察部隊通過船隻部署到大巴哈馬島和阿巴科群島。但是在飓风过后不久，還是發生的搶劫問題。
在9月5日， 联合国中央应急基金提供100萬美元的援助。世界粮食计划署派出了15名专家組成緊急行動小組。该机构还提供了14,700台发电机和即食食品 。由于該國的保险政策，加勒比巨災風險保險基金向於9月6日巴哈马支付了1090百萬美元。 無國界電訊傳播組織是第一個抵達阿巴科群島的非政府组织，幫助巴哈馬重建卫星连接。 泛美衛生組織派出一群醫師、護士和34噸的醫療設備，並計畫在該國停留三個月。 9月8日，泛美卫生组织捐出350萬美元，以滿足該國的醫療需求。國際移民組織提供了1,000个苫布到该国。 
英国提撥150万英镑給皇家海軍船艦，运送紧急物资和直升机到巴哈馬災區。英属维尔京群岛的政府承诺向巴哈马提供10万美元的援助。美国提供了四架直升机协助搜救行动，同时海岸警卫队也協助因洪水受困的居民。荷兰在9月5日宣布，将派出两艘军舰，從聖馬丁運送補給。9月6日，加拿大承诺提供50万加元的人道主义援助。与此同时，加拿大的慈善机构派出志愿者，携带净水设备和緊急卫生包到巴哈馬。日本透過了日本国际合作机构提供了帐篷和毯子。印度宣布在9月8日提供100万美元的援助，南韓则在隔日提供20万美元的人道主义援助。
9月11日，國家緊急事務管理署报告称仍有2500人失踪；第二天，失蹤人數被修正为1300人。9月13日至14日，由于热带风暴汉贝托在阿巴科群岛以东45公里范围内通過，巴哈马西北部被列入热带风暴警告範圍，恢复工作受到輕微阻礙。這個熱帶風暴的影响很小，因为最强的风和雨是在海上通過。截至9月15日，在新普罗维登斯、大巴哈马島和阿巴科群島，约有2100人仍在避难所。

## 罹難人數統計與尋找失蹤者
截至2019年12月22日，已知的罹難人數為70人，但當地官方表示實際罹難人數可能達到600人，北阿巴科群島的首席醫師表示罹難人數不包含非法移民的海地人，自己也看到的約80至100具遺體，失蹤人數從九月的1300人下降至十月的300人，但之後沒有更新，當地專家表示實際的罹難人數可能永遠不會得到解答，但可估計在200至300人之間 。
在颶風影響後的一週內，美國和加拿大的搜救隊在阿巴科群島和大巴哈馬島進行部屬，當地的太平間很快成受不了負荷，必須加派有冷氣的集裝箱作為屍體的臨時存放，另外當地政府官員建議搜救隊標記屍體位置，因為搜救犬隊無法辨別被標流物掩蓋的屍體；在颶風通過後三週，被漂流物掩蓋的屍體發出屍臭味，在被摧毀的社區飄散。